# Adrien Regattin
Adrien Daniel Karoly Regattin (* 22. August 1991 in Champigny-sur-Marne) ist ein französisch-marokkanischer Fußballspieler.

## Karriere

### Verein
Regattin spielte bis ins Jahr 2008 für den Nachwuchs des FC Sète und wurde anschließend in den Profikader aufgenommen. Nach einem Jahr in der Profimannschaft wurde er vom FC Toulouse verpflichtet. Hier eroberte er sich in seiner dritten Saison, der Saison 2011/12, einen Stammplatz, den er nahezu durchgängig bis zum Sommer 2016 behielt. In der Saison 2013/14 absolvierte er auch einige Spiele für die Reservemannschaft seines Vereins.
Zum Sommer 2016 wechselte Regattin in die türkische Süper Lig zu Osmanlıspor FK. Nach zwei Jahren bei Osmanlıspor wechselte Regattin zu Akhisarspor. Er war ein Bestandteil jener Mannschaft die mit den Gewinn des Türkischen Supercups 2018 und der Pokalfinalteilnahme 2018/19 die wichtigsten Erfolge der Vereinsgeschichte realisierte.

### Nationalmannschaft
Regattin begann seine Nationalmannschaftskarriere 2010 mit einem Einsatz für die französische U-19-Nationalmannschaft. Nachdem er die nächsten zwei Jahre keine weitere Einladungen für die französischen Nationalmannschaften erhalten hatte, nahm er 2012 das Angebot des marokkanischen Fußballverbandes an, fortan für die  marokkanische Nationalmannschaft zu spielen. Sein Debüt für die marokkanische Auswahl gab er im Testspiel vom 14. November 2012 gegen Togo.

## Erfolg
Mit Akhisarspor
- Türkischer Supercup-Sieger: 2018
- Türkischer Pokalfinalist: 2018/19